# Лібентальський колоністський округ
47°10′03″ пн. ш. 31°26′01″ сх. д. / 47.16750° пн. ш. 31.43361° сх. д.
Лібентальський колоністський округ охоплював німецькі колонії на південний захід та північ від Одеси. Заснований у 1805 році. Входив до складу Тираспольського (Одеського) повіту Херсонської губернії. Центром округу було село Гросс-Лібенталь. У 1871 році округ був ліквідований, і на його місці утворені Гільдендорфська, Грос-Лібентальська, Люстдорфська та Фрейдентальська волості Одеського повіту.
Територія Лібентальського колоністського округу становила 41514 десятин (45250 км²). В окрузі було 673 двори і 855 безземельних сімейств (1857 рік). Працювали 12 олійниць, 58 млинів, 3 ткацьких верстати, 9 церков і молитовних будинків, 12 шкіл (1841 рік).

## Села
До складу округу входили села:
| №  | Назва           | Німецька назва   | Сучасна назва      | Рік  |
| -- | --------------- | ---------------- | ------------------ | ---- |
| 1  | Ґільдендорф     | Güldendorf       | Красносілка        | 1829 |
| 2  | Ґросс-Лібенталь | Gross-Liebenthal | Великодолинське    | 1803 |
| 3  | Йозефсталь      | Josephsthal      | Йосипівка          | 1804 |
| 4  | Кляйн-Лібенталь | Klein-Liebenthal | Малодолинське      | 1803 |
| 5  | Люстдорф        | Lustdorf         | у складі Одеси     | 1805 |
| 6  | Марієнталь      | Marienthal       | Мар'янівка         | 1805 |
| 7  | Нойбурґ         | Neuburg          | Новоградківка      | 1805 |
| 8  | Олександергільф | Alexanderhilf    | Доброолександрівка | 1805 |
| 9  | Петерсталь      | Petersthal       | Петродолинське     | 1805 |
| 10 | Францфельд      | Franzfeld        | Надлиманське       | 1808 |
| 11 | Фройденталь     | Freudenthal      | Мирне              | 1806 |

## Населення
| № | Кількість | Рік  |
| - | --------- | ---- |
| 1 | 2500      | 1806 |
| 2 | 3992      | 1812 |
| 3 | 7015      | 1834 |
| 4 | 8149      | 1841 |
| 5 | 12063     | 1859 |